# Saba Douglas-Hamilton
Saba Douglas-Hamilton (née le 7 juin 1970 au Kenya) est une protectrice de la nature et présentatrice de télévision britannique. 

## Biographie
Saba Douglas-Hamilton est la fille du zoologiste Iain Douglas-Hamilton. Son arrière-grand-père est Alfred Douglas-Hamilton (13e duc de Hamilton). Sa sœur Mara Lune Douglas-Hamilton, connue sous le nom de « Dudu », est productrice de films.
Saba signifie « sept » en swahili, un nom choisi car elle est née le 7 juin à 7 heures du soir, et était le 7e petit-enfant de sa famille.
Saba a passé sa petite enfance au Kenya, et a ensuite été formée en Écosse, au United World College de l'Atlantique et à l'université de St Andrews, où elle a obtenu son diplôme en 1993 avec un degré de première classe en anthropologie sociale. Après l'université, elle a travaillé pour Save the Rhino Trust en Namibie, encadré par la conservationniste Blythe Loutit.
Le 4 février 2006, elle a épousé le journaliste Frank Pope lors d'une cérémonie traditionnelle au Kenya. 
Elle est une administratrice de Save the Elephants, un organisme de bienfaisance fondé par son père.

## Carrière à la télévision
Depuis 2000, Saba apparaît dans de nombreux documentaires animaliers produits par la BBC. Beaucoup d'entre eux ont été tournés en Afrique et ont présenté les éléphants - un animal avec qui elle est devenue très familière au cours de son enfance. Depuis 2002, elle a été coprésentatrice du Big Cat Diary, avec Jonathan Scott et Simon King. Elle est également apparue dans des programmes sur la faune tournés dans d'autres pays, comme l'Inde, en Laponie et dans l'Arctique, où elle a filmé les ours polaires. Depuis 2004, Saba a présenté un certain nombre de courtes séquences mettant en vedette des destinations de vacances dans la série BBC Holiday. En 2006, elle apparaissait aux côtés de Nigel Marven dans un épisode de Prehistoric Park dans laquelle elle retourne 10 000 ans en arrière pour étudier les tigres à dents de sabre. Elle a aussi été la narratrice d'un documentaire particulièrement intéressant, intitulé Cœur de lionne: une lionne sauvage appelée Kamunyak, (la bénie), a agi comme une gardienne maternelle pour des jeunes antilopes, proies naturelles du lion. 
En mars 2008, elle a présenté une partie des trois documentaires de la BBC, Unknown Africa, établissant un bilan sur l'état de la faune aux Comores, en République centrafricaine et en Angola.

## Critiques
Saba fait partie d'une nouvelle génération de jeunes présentateurs de la faune apparus à la BBC au cours des dernières années, qui comprend également, entre autres, Steve Leonard et Charlotte Uhlenbroek. La réaction de la critique a été mitigée : d'une part, ils ont été accusés de niveler par le bas les normes habituellement élevées de la BBC, tandis que d'autres ont décrit Saba comme la « nouvelle David Attenborough » - une épithète qu'elle rejette vigoureusement. Saba a également été critiquée pour son apparence naturelle, mais pour les autres, c'est peut-être une partie de son attrait. 

### Publicité pour Nissan
Saba est également le visage de la Nissan Aventure Annonces diffusé en 2005 et 2006, où elle a conduit une Nissan X-Trail et fait sauter une mine en Afrique. En tant que défenseur de l'environnement, sa décision de participer à la promotion de véhicules émettant des gaz d'échappement à haute teneur en carbone a provoqué des critiques et elle a par la suite déclaré qu'elle ne le referait pas.